# Boesenbergia rubrolutea
Boesenbergia rubrolutea är en enhjärtbladig växtart som först beskrevs av John Gilbert Baker, och fick sitt nu gällande namn av Carl Ernst Otto Kuntze. Boesenbergia rubrolutea ingår i släktet Boesenbergia och familjen Zingiberaceae.
Artens utbredningsområde är Assam (Indien). Inga underarter finns listade i Catalogue of Life.